# Jong PSV
Jong PSV (celým názvem: Jong Philips Sport Vereniging) je nizozemský fotbalový klub, který sídlí v Eindhovenu v provincii Noord-Brabant. Jedná se o rezervní tým PSV Eindhovenu. Založen byl v roce 1913. V letech 1992–2013 se mužstvo účastnilo nejvyšší soutěže pro rezervní týmy zvané Beloften Eredivisie. V této soutěži zvítězilo celkem čtyřikrát. Od sezóny 2013/14 působí v Eerste Divisie (2. nejvyšší soutěž).
Své domácí zápasy odehrává na stadionu De Herdgang s kapacitou 2 500 diváků.

## Získané trofeje
- Beloften Eredivisie ( 4x )
  - 1996/97, 1999/00, 2009/10, 2010/11
- KNVB beker beloften ( 3x )
  - 2000/01, 2004/05, 2007/08

## Umístění v jednotlivých sezonách
Stručný přehled
Zdroj:
- 2013– : Eerste Divisie

Jednotlivé ročníky
Zdroj:
Legenda: Z - zápasy, V - výhry, R - remízy, P - porážky, VG - vstřelené góly, OG - obdržené góly, +/- - rozdíl skóre, B - body, červené podbarvení - sestup, zelené podbarvení - postup, fialové podbarvení - reorganizace, změna skupiny či soutěže
| Nizozemsko (2013 – ) |                |        |    |    |    |    |    |    |     |    |        |
| Sezóny               | Liga           | Úroveň | Z  | V  | R  | P  | VG | OG | +/- | B  | Pozice |
| 2013/14              | Eerste Divisie | 2      | 38 | 15 | 9  | 14 | 62 | 57 | +5  | 54 | 10.    |
| 2014/15              | Eerste Divisie | 2      | 38 | 11 | 13 | 14 | 50 | 56 | -6  | 46 | 14.    |
| 2015/16              | Eerste Divisie | 2      | 36 | 13 | 9  | 14 | 51 | 71 | -20 | 48 | 11.    |
| 2016/17              | Eerste Divisie | 2      | 38 | 20 | 9  | 9  | 66 | 35 | +31 | 69 | 4.     |
| 2017/18              | Eerste Divisie | 2      | 42 |    |    |    |    |    |     |    |        |